# チャールズ・スウィッカード
チャールズ・スウィッカード（Charles Swickard, 1861年3月21日 - 1929年5月12日）は、アメリカ合衆国のオペラ歌手、俳優、映画監督、実業家である。チャールズ・F・スウィッカード（Charles F. Swickard）、リチャード・チャールズ・スウィッカード（Richard Charles Swickard）とクレジットされたこともあった。

## 人物・来歴

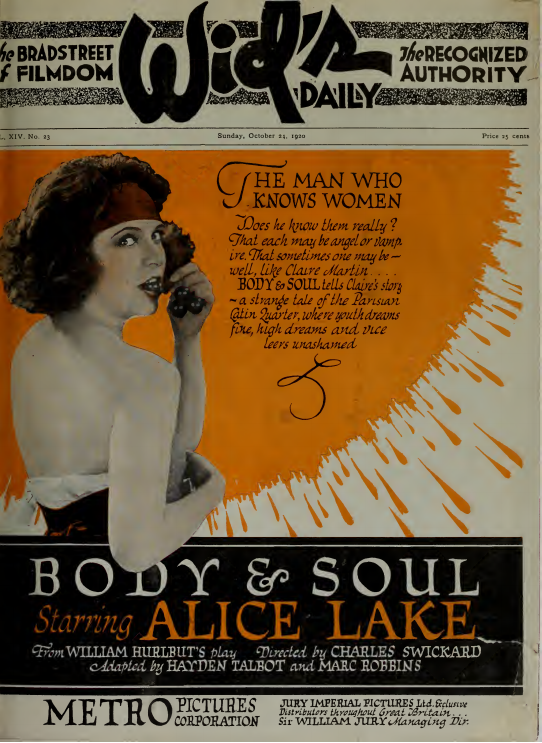
1920年の監督作品『喘ぐ霊魂』広告

1861年3月21日、プロイセン王国・コブレンツに生まれる。5年後の1866年に生まれた弟は、後に俳優ジョゼフ・スウィッカードとなる。
当初のキャリアはオペラ歌手であり、ニューヨークのメトロポリタン歌劇場の舞台に立ったこともある。
1914年（大正3年）、満53歳になるころに映画俳優に転向、ニューヨークのミューチュアル・フィルムに入社、同社が量産する短篇映画に出演、翌1915年（大正4年）には俳優業を廃業、映画監督に転向する。1916年（大正5年）にはユニヴァーサル・フィルム・マニュファクチュアリング・カンパニー（現在のユニバーサル・ピクチャーズ）に移籍、同年に設立された同社の子会社・ブルーバード映画でも、1917年（大正6年）に『双生児』を監督、同作は日本でも公開された。
満59歳になる1920年（大正9年）には引退し、カリフォルニア州レーズン・シティに40エーカー（約16万平方メートル）のブドウ畑を購入、自邸内にはスタジオを経営、実業家としての余生を送った。
1929年（昭和4年）5月12日、同州フレズノで虫垂炎のため死去した。満68歳没。墓所は不明である。

## おもなフィルモグラフィ
特筆のないものは監督作である。
- The Colonel's Orderly : 監督ジェイ・ハント、主演ミルドレッド・ハリス、1914年 - 出演
- Shorty Escapes Marriage : 監督リチャード・スタントン、主演トム・チャタートン、1914年 - 出演・役Bud Simms
- The City : 監督レイモンド・B・ウェスト、主演ガートルード・クレア、1914年 - 出演
- A Romance of the Sawdust Ring : 監督レイモンド・B・ウェスト、主演フランク・ボーゼージ、1914年 - 出演
- The Robbery at Pine River : 監督ウォルター・エドワーズ、主演ベティ・バーブリッジ、1914年 - 出演
- Stacked Cards : 監督トーマス・H・インス / スコット・シドニー、主演フランク・ボーゼージ、1914年 - 出演
- Shorty Falls Into a Title : 監督レイモンド・B・ウェスト、主演ショーティ・ハミルトン、1914年 - 出演・役Ike Selby
- The Bargain : 監督レジナルド・バーカー、主演ウィリアム・S・ハート、1914年 - ノンクレジット出演・役Miner
- Harp of Tara : 監督レイモンド・B・ウェスト、主演ベシー・バリスケール、1914年 - 脚本
- Shorty's Secret : 監督リチャード・スタントン、主演ショーティ・ハミルトン、1915年 - 出演
- The Devil : 監督レジナルド・バーカー / トーマス・H・インス、主演ベシー・バリスケール、1915年 - 脚本
- The Still on Sunset Mountain : 1915年
- Through the Murk : 1915年
- In the Warden's Garden : 1915年
- Molly of the Mountains : 1915年
- The Renegade : 1915年
- A Piece of Amber : 1915年
- The Soul of Phyra : 1915年
- Shorty Inherits a Harem : 1915年
- The Brink : 1915年
- The Forbidden Adventure : 1915年
- 『呪の焔』 The Beckoning Flame : 1915年
- Aloha Oe : 1915年
- The Three Musketeers : 1916年
- 『侠青年』 The Raiders : 1916年
- Hell's Hinges : 1916年
- The Beggar of Cawnpore : 1916年
- A Siren of the Jungle : 1916年
- The Good-for-Nothing Brat : 1916年
- 『神の犠牲』 The Captive God : 1916年
- 『心の駒』 Fate's Decision : 1916年
- Destiny's Boomerang : 1916年
- 『双生児』 The Sign of the Poppy : 主演ホバート・ヘンリー、1916年
- 『死ぬるまで』 Mixed Blood : 1916年 - プロデューサー・監督
- 『怪宮殿』 The Gates of Doom : 1917年
- 『真紅の水晶』 The Scarlet Crystal : 1917年
- The Phantom's Secret : 1917年
- 『耕す乙女』 The Plow Woman : 1917年
- The Lair of the Wolf : 1917年
- 『秘密列車』 The Pullman Mystery : 1917年
- The Taming of Lucy : 1917年 - リチャード・チャールズ・スウィッカード名義
- 『星光の下に』 The Light of the Western Stars : 1918年
- Hitting the High Spots : 1918年
- 『百万長者』 The Spender : 1919年
- Faith : 1919年
- 『殆んど夫婦』 Almost Married : 1919年
- 『喘ぐ霊魂』 Body and Soul : 1920年
- 『砂熱を蹴りて』 The Last Straw : 1920年 - 監督・脚本
- 『名花一輪』 The Third Woman : 1920年
- 『悪魔の要求』 The Devil's Claim : 1920年
- 『伝説の祭壇』 Li Ting Lang : 1920年
- 『アラビアの闘士』 An Arabian Knight : 1920年

## 関連事項
- ジョゼフ・スウィッカード （en:Josef Swickard）
- ミューチュアル・フィルム （en:Mutual Film）
- ジェイ・ハント （en:Jay Hunt (director)）
- レーズン・シティ （en:Raisin City, California）

## 註
1. 1 2 3 4 5 6 7 8 9 10  Charles Swickard, Internet Movie Database （英語）, 2010年5月10日閲覧。
2. ↑  Josef Swickard - IMDb（英語）, 2010年5月10日閲覧。
3. ↑  『ブルーバード映画の記録』 : 製作・著・発行山中十志雄・塚田嘉信、1984年4月、p.60-63.
4. ↑  Charles Swickard, Find A Grave （英語）, 2010年5月10日閲覧。